# Torneio Brasil Sul de 1986
Participaram do Torneio Brasil Sul de 1986 as principais equipes da região sul que ficaram de fora do Campeonato Brasileiro de 1986, tendo como campeã a equipe Matsubara de Cambará-PR.
Os representantes de Santa Catarina foram definidos pela Taça Santa Catarina do mesmo ano.

## Participantes
| Matsubara | Grêmio de Maringá | Figueirense | Hercílio Luz | São Paulo | Inter de Santa Maria |

## Jogos
- Disponíveis apenas os resultados de Matsubara e Grêmio de Maringá.

| Hercílio Luz      | 1–1 | Grêmio de Maringá    | 09/11/1986 |
| Grêmio de Maringá | 1–1 | Figueirense          | 12/11/1986 |
| Grêmio de Maringá | 0–1 | Matsubara            | 14/11/1986 |
| Matsubara         | 1–2 | Inter de Santa Maria | 16/11/1986 |
| Matsubara         | 3–1 | Hercílio Luz         | 18/11/1986 |
| Grêmio de Maringá | 3–2 | Inter de Santa Maria | 19/11/1986 |
| São Paulo         | 2–1 | Grêmio de Maringá    | 23/11/1986 |
| Matsubara         | 1–0 | São Paulo            | 15/11/1986 |
| Matsubara         | 1–0 | Figueirense          | 18/11/1986 |

| Grêmio de Maringá    | 0–0 | Hercílio Luz         | 30/11/1986 |
| Matsubara            | 0–1 | Inter de Santa Maria | 01/12/1986 |
| Matsubara            | 2–0 | Hercílio Luz         | 03/12/1986 |
| Figueirense          | 1–1 | Grêmio de Maringá    | 03/12/1986 |
| Matsubara            | 0–0 | Grêmio de Maringá    | 07/12/1986 |
| Inter de Santa Maria | 1–1 | Grêmio de Maringá    | 10/12/1986 |
| Matsubara            | 1–1 | São Paulo            | 12/12/1986 |
| Grêmio de Maringá    | 3–2 | São Paulo            | 14/12/1986 |
| Matsubara            | 0–0 | Figueirense          | 15/12/1986 |

## Campeão
| Torneio Brasil Sul de 1986    |
| ----------------------------- |
| Matsubara Campeão (1º título) |